# ゴルフホテル
ゴルフホテル（仏語：Golf Hôtel）は、コートジボワールのアビジャンにあるホテル。エブリエラグーンに面しており、近くにゴルフコースがあることがホテルの名前の由来となっている。客室306室を備える。2010年の大統領選挙後に発生した政治危機に際には、ローラン・バグボ氏と対立するアラサン・ワタラ氏の陣営の拠点となっていた。